# Thomas Parran
Thomas Parran (ur. 12 lutego 1860, zm. 29 marca 1955) – amerykański polityk związany z Partią Republikańską. W latach 1911–1913 przez jedną kadencję Kongresu Stanów Zjednoczonych był przedstawicielem piątego okręgu wyborczego w stanie Maryland w Izbie Reprezentantów Stanów Zjednoczonych.